# Ina Bauer
Pour les articles homonymes, voir Bauer.
Ina Bauer (née le 31 janvier 1941 à Krefeld et morte le 13 décembre 2014) est une patineuse artistique allemande. Elle a été triple championne d'Allemagne de l'Ouest de 1957 à 1959.
Elle est surtout connue dans le milieu du patinage pour avoir inventé l'élément de patinage qui porte son nom (la fente Ina Bauer).

## Biographie

### Carrière sportive
Ina Bauer est montée quatre fois sur le podium des championnats d'Allemagne de l'Ouest dont trois fois sur la plus haute marche de 1957 à 1959.
Sur le plan international, elle a participé à trois championnats d'Europe et quatre championnats du monde. Ses meilleurs classements sont une 4e place européenne en 1959 à Davos, et deux 4e places mondiales en 1958 à Paris et en 1959 à Colorado Springs.
Lors des championnats d'Europe 1960 qui ont eu lieu dans son pays d'origine à l'aréna Olympia-Kunsteisstadion à Garmisch-Partenkirchen, elle a choisi de se retirer après les figures imposées et de mettre fin à sa carrière sportive.
Ina Bauer a inventé l'élément de patinage éponyme : la fente Ina Bauer.

### Reconversion
Elle a ensuite fait une tournée de patinage avec Ice Follies et a joué dans deux films avec le skieur alpin autrichien Toni Sailer.
Après son mariage avec le patineur hongrois István Szenes, elle porte le nom de Ina Szenes-Bauer et crée avec son mari le club de patinage de Krefeld où elle devient entraîneur. Son mari István Szenes a également été triple champion de son pays en 1953, 1955 et 1956.
Elle meurt le 13 décembre 2014 à l'âge de 73 ans.

## Palmarès
| Jeux olympiques d'hiver             |     |     |     |     |   |
| Championnats du monde               | 20e | 11e | 4e  | 4e  |   |
| Championnats d’Europe               | 13e | 10e | F   | 4e  | A |
| Championnats d'Allemagne de l'Ouest | 2e  | 1re | 1re | 1re | F |
| Légende : F = Forfait ; A = Abandon |     |     |     |     |   |

## Hommage et postérité
- Le catcheur japonais Hollywood Stalker Ichikawa (en) lui rend hommage à travers son finisher nommé Ina Bauer German Suplex.